# Ciro Tamburrelli
Ciro Tamburrelli (ur. 9 sierpnia 1957 w San Severo) – włoski okulista, profesor Università Cattolica di Roma. Specjalizuje się w schorzeniach rogówki oraz chirurgii refrakcyjnej. Od 2006 dyrektor w Szpitalu Okulistycznym (wł. Ospedale Oftalmico) w Rzymie. 

## Życiorys
Studia medyczne ukończył z wyróżnieniem na Università Cattolica di Roma w 1981. W 1982 zdobywał doświadczenie na oddziale okulistycznym szpitala pediatrycznego Dzieciątka Jezus w Rzymie (wł. Ospedale Pediatrico Bambin Gesù di Roma). Specjalizację z okulistyki ukończył pod kierunkiem prof. Bruno Bagoliniego w 1985. Staż zagraniczny odbył w amerykańskim University of Iowa (1985-1986). Doktorat obronił na macierzystej uczelni w 1986, a od 1987 do 1990 pracował tam jako adiunkt. W 1988 rozpoczął pracę w klinice okulistycznej Polikliniki Gemelli, gdzie z czasem zajął się pacjentami z patologią rogówki oraz koordynacją operacji przeszczepiania rogówki. W 1990 awansował na pozycję profesora nadzwyczajnego. W Poliklinice Gemelli wdrażał zastosowanie lasera ekscymerowego w chirurgii refrakcyjnej (od 1996) oraz lasera femtosekundowego (od 2005).
W okresie 2002–2005 był okulistą-konsultantem Watykanu. Od 2006 jest dyrektorem w rzymskim Szpitalu Okulistycznym (wł. Ospedale Oftalmico di Roma).
W pracy klinicznej wykonuje m.in. zabiegi usuwania zaćmy, zabiegi na siatkówce (witrektomia), przeszczepy rogówki (procedury PKP, DSEK, DALK) oraz zabiegi przeciwjaskrowe. 
Jego prace ukazywały się w wiodących recenzowanych czasopismach okulistycznych, m.in. w „Ophthalmology", „Cornea", „Investigative Ophthalmology & Visual Science" oraz „Retina".
Jest członkiem m.in. Włoskiego Towarzystwa Okulistycznego (wł. Società Oftalmologica Italiana, SOI).